# フォルクスワーゲン・フェートン
フェートン（Phaeton）は、フォルクスワーゲンが製造・販売していた自動車である。

## 概要
2002年3月に開催された第72回ジュネーブショーで発表され、翌年5月からヨーロッパ諸国で販売が開始された。
フェートンは、当時フォルクスワーゲンの取締役会会長を務めていたフェルディナント・ピエヒによる高級車路線戦略化の一環として開発された同社初のラグジュアリーサルーンで、ドイツ連邦共和国のドレスデン市中心街に位置する「グレーゼルネ・マヌファクトゥーア（Die Gläserne Manufaktur:ガラス張りの工場）」と称される専用工場で1日に35台が製造されていた。また、同工場では同車のほかに一時期イギリスのクルー工場での増産体制に対応しきれなかったベントレー・コンチネンタル・フライング・スパーが1日に5台製造されていた経緯があり、両車の製造工程を同工場の屋外から伺うことができた。
一方、販売面においては好調な滑り出しのベントレー・コンチネンタル・フライング・スパーとは対照的に、同車の販売実績は販売が開始された当初から苦戦を強いられており、全世界での販売台数は当初の年間計画販売目標台数であった2万台を大きく下回る5千台程度が販売されるにとどまっていた。そのため、フォルクスワーゲングループジャパンにより2003年に予定されていた日本市場への導入も実施されていない。また、メインマーケットとして位置付けられていたアメリカ合衆国での販売も芳しくなく、同国での販売も2006年には打ち切られた。
なお、特別なセキュリティ対策が施され革新的な専用装備等が搭載された同車が、当時ドイツ社会民主党の党首でドイツ連邦共和国の連邦首相であったゲアハルト・シュレーダーの公用車として、当時同社の次期取締役会会長候補とされていたベルント・ピシェッツリーダーにより贈呈されている。

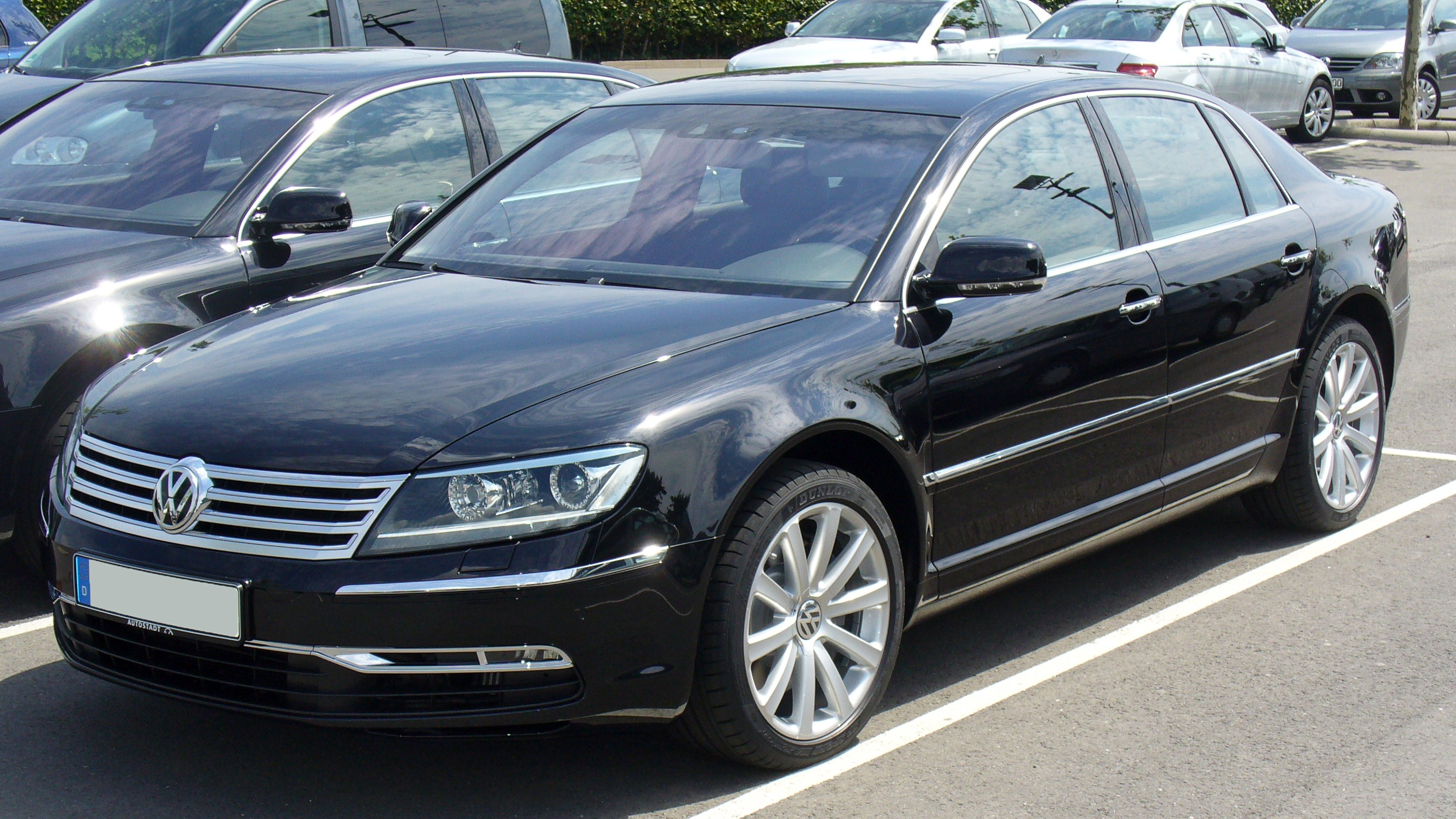
フェートン(後期型)

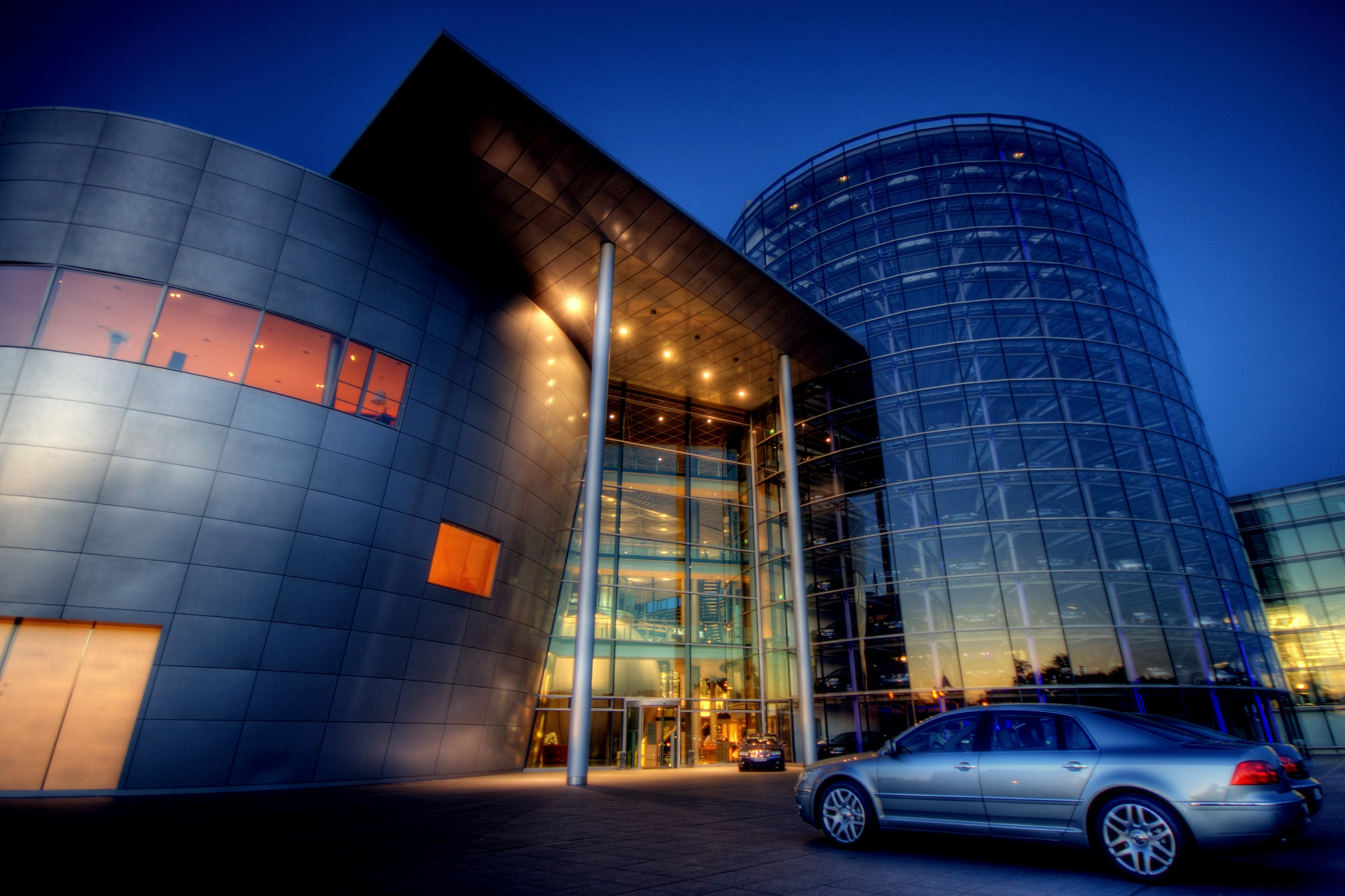
Die Gläserne Manufaktur

## ラインナップ
発売当初は標準ボディのみがラインナップされていたが、2003年9月に開催されたフランクフルト・モーターショーで新たにホイールベースを200mm延長したロング・ホイールベース仕様が追加された。
エンジンラインナップは、フォルクスワーゲン・グループに属するアウディ・A8やベントレー・コンチネンタルシリーズ(コンチネンタルGT/GTC、コンチネンタル・フライング・スパー)にも搭載される6.0L W型12気筒エンジンを最高峰に、5.0L V型10気筒TDIエンジン、4.2L V型8気筒エンジン、3.2L V型6気筒エンジン、3.0L V型6気筒TDIエンジンの計5機種が搭載され、トランスミッションには6速マニュアルトランスミッションのほかオプション設定として5速ティプトロニックが組み合わされている。また、駆動方式にはV型6気筒エンジンを搭載したグレードを除いたすべてグレードに「4MOTION」と称される同社独自のフルタイム4WDシステムが搭載されている。
本車に搭載されるW型12気筒エンジンは、2001年10月に開催された第35回東京モーターショーに参考出品されたフォルクスワーゲン・W12クーペ コンセプトに搭載されるW型12気筒エンジンをベースに開発された。同車に搭載されるW型12気筒エンジンは、左右72°のバンク角で組み合わされたシリンダーブロックに左右の片バンクに狭狭角15°のVブロックを持つという非常に巧妙で複雑な構造とされており、結果として従来の90°のバンク角で組み合わされたV型エンジンと比較し軽量かつコンパクトなエンジンとなっている。なお、エンジン形式である「W型」は左右の片バンクに狭角15°のVブロックを持つことから「V」+「V」を組み合わせたことに由来する。
2007年3月に実施されたマイナーチェンジでは、エクステリアのデザインの一部変更とともにグレード構成の見直しがされ、これまで同車にラインナップされていた5.0L V型10気筒TDIエンジンはヨーロッパ諸国で2009年から施行される自動車排出ガス規制Euro5の規制値に適合しないため廃止された。
2010年5月にエクステリアを含めた大幅なマイナーチェンジを実施。オプションとして、道路標識の数字を探知し、それを越すスピードを出すと警告音を発するフロントカメラシステムが新たに設定された。エンジンラインナップは従来と変わらず、3.6リットルV6“FSI”（280ps）、4.2リットルV8（335ps）、6.0リットルW12（450ps）、ディーゼルの3.0リットルV6ターボ「TDI」（240ps）の4タイプ。
デビュー以来一度もフルモデルチェンジされることなく生産・販売され、約14年にわたる長寿モデルとなっていたが、2016年3月18日をもって1代限りで生産終了となり、その歴史に幕を下ろした。
なお、次期型となる「フェートンD2」の開発プロジェクトも存在していたが、最終的に市販には至らなかった。

## 車名
ギリシア神話の太陽神である「ヘーリオス」の息子「パエトーン」に由来する。